# Stabat Mater (musica)
Lo Stabat Mater è una melodia gregoriana strutturata in sequenza. Presente nel Missale Romanum del 1474, ne fu espunta nell'edizione del 1570 e poi reintrodotta  solo nel 1727 da papa Benedetto XIII. Tuttavia, anche durante il periodo in cui fu escluso dai libri liturgici, questo testo ebbe notevole circolazione.

## Versioni diverse
Fu posto in musica da oltre 400 compositori, tra cui si ricordano principalmente:
- Alessandro Scarlatti
- Nicola Fago
- Pasquale Cafaro
- Nicola Logroscino
- Giovanni Paisiello
- Saverio Mercadante
- Antonín Dvořák
- Antonio Salieri
- Antonio Vivaldi
- Arvo Pärt
- Domenico Scarlatti
- Emanuele d'Astorga
- Francis Poulenc
- Franz Joseph Haydn
- Franz Liszt
- Franz Schubert
- Gaetano Donizetti
- Gioachino Rossini
- Giovanni Battista Pergolesi
- Giovanni Pierluigi da Palestrina
- Giuseppe Verdi (all'interno dei Quattro pezzi sacri)
- Joseph Gabriel Rheinberger
- Karl Jenkins
- Karol Szymanowski
- Krzysztof Penderecki
- Lorenzo Perosi
- Luigi Boccherini
- Michelangelo Vella
- Nicola Antonio Zingarelli
- Tommaso Traetta
- Zoltán Kodály
- Marco Frisina
- Franco Simone
- Alberto Schiavo

## Celebri Stabat Mater

### Giovanni Battista Pergolesi
Secondo quanto riporta la tradizione, la commissione di un nuovo Stabat Mater - che doveva sostituire il precedente di Alessandro Scarlatti (considerato antiquato) - arrivò a Giovanni Battista Pergolesi (1710 - 1736) quando il giovane musicista era già in precarie condizioni di salute.

Il musicista, che sarebbe morto di lì a breve per tisi, terminò la composizione del brano mentre si trovava a vivere i suoi ultimi giorni nel convento dei cappuccini di Pozzuoli, dove si era ritirato per lenire il dolore del male incurabile che lo affliggeva.
Studi recenti hanno però suffragato altre ipotesi che inquadrerebbero sotto aspetti differenti la genesi di questa celeberrima opera musicale: intanto appare possibile che la stesura dello Stabat fosse iniziata tempo addietro, non soltanto a Napoli, dove il musicista abitava ormai da tempo, ma anche in concomitanza di altri lavori importanti che segnano non solo la sua vita ma anche la storia della musica. Ad esempio, è ipotizzato che lo Stabat Mater venne iniziato nel 1734 al tempo della composizione dell'Adriano in Siria (e soprattutto degli intermezzi Livietta e Tracollo) e soltanto terminato a Pozzuoli nel 1736 durante gli ultimi mesi della sua vita, ed insieme all'altro capolavoro sacro del compositore, ovvero il Salve Regina.
Con lo studio dell'autografo, uno dei pochi rimasti e riconosciuti come autentici dell'autore, si nota però una grande fretta di scrivere, confermata da numerosi errori, parti di viole mancanti o soltanto abbozzate, e più in generale un certo disordine tipico di chi ha poco tempo davanti a sé.
Quest'ultimo elemento, unito anche al significativo "Finis Laus Deo" posto in calce nell'ultima pagina, quasi un intimo ringraziamento nei confronti del Signore per avergli concesso tutto il tempo necessario per concludere l'opera prima di farlo passare a miglior vita, porta doverosi dubbi e infittisce di problematiche la vicenda. Che lo Stabat Mater fosse almeno terminato a Pozzuoli appare quasi una verità assodata, rimane da capire fino a che punto l'opera fosse già iniziata.
Anche perché fu Pergolesi stesso a confidare al suo vecchio maestro Francesco Feo, andato a trovarlo per sincerarsi del suo stato di salute, che non aveva tempo per riposarsi o pensare a rimettersi, poiché l'opera andava finita, e anche in fretta.
La quaresima si avvicinava, e le scadenze si facevano incombenti. Ma c'era di più: lo Stabat Mater viene da sempre considerato il testamento spirituale di Pergolesi, ed un testamento non si lascia incompleto.
In una vicenda così intricata, rimangono due certezze: intanto la bellezza pura, malinconica ma non drammatica, che risplende tutta la sequenza, quasi come se Pergolesi vi si fosse rispecchiato ed avesse ritrovato gli accenti più veri del suo dolore in quel canto, forse - a detta di alcuni critici - un po' piatto, ma sincero e profondamente sentito.

In seconda analisi, il grande successo che riportò subito lo Stabat, al punto che il grande Bach decise di farsene una copia propria, un successo che commosse il mondo, come se da quella piccola celletta la musica del compositore jesino riuscisse a parlare a tutti.
A tutti, per la sua semplicità (non banalità) unita a una verità e a una varietà di stili, ad una partecipazione, che faceva intuire dove poteva arrivare Pergolesi se non fosse stato strappato al mondo ancora in giovane età.

È una musica non pretenziosa, si direbbe umile, dove sono eliminati ogni sorta di virtuosismo esteriore fine a sé stesso ed ogni sorta di artificio superfluo ed inutile.

Tutto sorregge il canto ed è funzionale al risplendere delle due voci femminili, e già dall'introduzione si delinea un clima commovente e malinconico, la musica prende vita, forma, diventa arte altissima e sembra quasi di scorgere il volto in lacrime della Madonna davanti al Cristo.

### Gioachino Rossini
Cedendo alle richieste di un sacerdote, Gioachino Rossini scrive un'opera molto ricca nell'inventiva e nella struttura armonica.

### Antonín Dvořák
Scritta come reazione alla morte della figlia, è la prima opera di Antonín Dvořák a carattere religioso.

### Altri Stabat Mater
Altri musicisti si sono cimentati nello Stabat: Franz Joseph Haydn, Luigi Boccherini, Francis Poulenc, Krzysztof Penderecki.
Stabat mater di riferimento fu per molti quello di Pergolesi. Vincenzo Bellini al pianoforte soleva ripetere che non poteva suonare lo Stabat Mater pergolesiano senza piangere. E lo stesso Rossini, peraltro, giunto ormai nei suoi anni della maturità, meditò a lungo prima di scrivere il suo, perché riteneva l'opera di Pergolesi sublime ed irraggiungibile.
Ancora oggi lo Stabat è rappresentato nelle chiese cristiane e nei teatri di tutto il mondo, considerato uno dei massimi capolavori della musica sacra di tutti i tempi.